# Крајпуташ Алексију Илићу у Бољковцима
Крајпуташ Алексију Илићу у Бољковцима (општина Горњи Милановац) налази се у варошици сала Бољковци. Подигла га је мајка свом сину јединцу, војнику који је изгубио живот у Српско-турском рату 1876. године.
Крајпуташ је рад таковског каменоресца Јована Томића.

## Опис
Споменик у облику стуба исклесан је од грубог бранетићског конгломерата. На предњој страни приказана је фигура војника клесана сумарно, без пуно детаља. Око главе кружно је уписано име и презиме. На полеђини споменика уклесан је умножени крст на постољу, а испод текст епитафа. Натпис се наставља на десном боку, док је на супротној страни урезана је пушка са бајонетом.
Споменик је оштећен у горњем делу, а површина камена изрована удубљењима и прекривена маховином и лишајем. Лик покојника потпуно је нераспознатљив.

## Епитаф
Приђи те прочитај
овај спомен.
Показује војника II класе
АЛЕКСИЈА ИЛИЋА
из Бољковаца
кои поживи 25 [година]
а погибе у рату на Кладници
19. јула 1876 г.
Овај спомен подиже му
тужна мати његова
једином сину
29. јуна 1878. г.